# Paulpietersburg
Paulpietersburg è un centro abitato del Sudafrica, situato nella provincia del KwaZulu-Natal. 